# 苏锵
苏锵（1931年7月15日—2017年2月17日），生于广东广州。中国无机化学家。
1948年至1950年，就读于中山大学化学工程系。1950年至1952年，就读于北京大学工学院化学工程系（1952年院系调整至清华大学化工系学习）。1952年至1999年，在中国科学院长春应用化学研究所从事稀土研究工作，曾任研究员、博士生导师、稀土研究室主任、研究所学术委员会主任。1999年，转入中山大学化学系从事稀土工作，任教授、博士生导师。
1995年，当选为中国科学院院士。
2017年2月17日4时50分，在广州逝世。